# Черешня (село)
Чере́шня — село в муниципальном образовании «город-курорт Сочи» Краснодарского края. Входит в состав Нижнешиловского сельского округа Адлерского района.

## География
Село находится в юго-восточной части края.

Уличная сеть села состоит из 15 улиц и 2 переулков.

## История
Согласно Закону Краснодарского края от 1 апреля 2004 года № 679-КЗ село вошло в состав образованного муниципального образования город-курорт Сочи.

## Население
| 2002 | 2010  | 2021  |
| ---- | ----- | ----- |
| 2187 | ↗2426 | ↗3752 |

Гендерный состав
По данным Всероссийской переписи, в 2010 году численность населения села составляла 2426 человек (1138 мужчин и 1288 женщин).

## Инфраструктура
ФАП с. Черешня ул. Владимировская д. 80а
Развит туризм.

## Транспорт
Доступен автомобильный транспорт. С западной стороны село примыкает к дороге «Адлер — Красная Поляна».